# John Radford
John Radford (født 22. februar 1947 i Hemsworth, England) er en tidligere engelsk fodboldspiller og -træner, der spillede som angriber eller kant. Han var på klubplan primært tilknyttet Arsenal F.C., hvor han spillede i 12 sæsoner, men havde også kortere ophold hos West Ham, Blackburn og Bishop's Stortford. Med Arsenal var han med til at vinde både det engelske mesterskab, FA Cuppen og UEFA Cuppen.
Radford spillede desuden to kampe for det engelske landshold, som han debuterede for den 15. januar 1969 i et opgør mod Rumænien.
Efter sit karrierestop var Radford i to omgange træner for sin sidste klub som aktiv, Bishop's Stortford.

## Titler
Engelsk Mesterskab
- 1971 med Arsenal F.C.

FA Cup
- 1971 med Arsenal F.C.

Inter-Cities Fairs Cup
- 1970 med Arsenal F.C.